# 일본사회당의 파벌
이 문서는 일본사회당의 파벌을 다룬다. 1945년 창당 이래 사회당의 파벌은 마르크스-레닌주의를 따르는 좌파, 민주사회주의를 주장하는 중간파, 사회민주주의를 내세우는 우파로 구분되었는데 더 세분화된 그룹이 파벌 조직을 형성했다.

## 1950년대
1952년에 샌프란시스코 강화조약의 비준을 둘러싸고 아사누마 이네지로 등 우파는 찬성의 뜻을, 스즈키 모사부로 등 좌파는 반대의 뜻을 나타내면서 분열의 조짐을 보였다. 이는 결국 사회당 좌파와 사회당 우파로 당이 쪼개지는 결과를 낳았다.
1955년 10월에 좌우파는 재통일에 성공한 뒤 1958년 중원선에서 166석을 획득하며 10석을 늘리는 데 성공해 개헌 저지선을 지켜냈다. 하지만 1959년 참원선에서 사회당이 패배하자 우파는 위원장 스즈키에게 책임을 추궁하면서 다시 좌우 사이에 갈등이 불거졌다. 그 결과 우파에 속하던 니시오 스에히로가 자신이 이끄는 파벌을 이끌고 사회당을 다시 탈당했고 이어서 가와카미 조타로의 파벌도 일부 니시오의 파벌에 합류해 이들은 민사당을 결성했다.
좌파평화동지회(마쓰모토 지이치로), 사회주의연구회(스즈키 모사부로), 와다파(와다 히로오)
중간파농민동지회(노미조 마사루)
우파통일회(가와카미 조타로), 사회당 재건동지회(니시오 스에히로)

## 1960년대
1962년에 서기당 에다 사부로가 개혁구조론을 제창하자 가와카미파와 가쓰마타파(구 와다파)가 이를 지지했다. 하지만 사회주의협회와 사사키파의 강한 반대로 당대회에서 수정안이 가결돼 구조개혁론은 좌절됐다. 한편 이 무렵 사회당은 사사키 고조와 에다 사이의 대립과 정쟁이 격화했고 1968년에 신임 위원장으로 선출된 나리타 도모미도 에다와의 불화가 끊이지 않았다. 이는 1969년 중원선에서 사회당이 대패하는 원인 중 하나가 되었다.
좌파사회주의협회(사키사카 이쓰로, 오우치 효에), 사회주의연구회(사사키 고조)
중간파정책연구회(가쓰마타 세이이치)
우파통일회(가와카미 조타로→해산), 현대혁신연구회(에다 사부로)

## 1970년대
결국 나리타는 1970년에 에다를 경질한 뒤 이시바시 마사시를 새 서기장으로 임명했다. 한편 사회주의협회는 나리타가 제창한 기관중심주의에 전면적으로 협력하면서 세력을 급속도로 확대했다. 사회주의협회는 독자적인 활동을 강화해 나가면서 점차 사사키와도 대립하게 되었다. 한편 에다는 사공민 노선을 수립하여 1975년에 나리타가 공명당과 선거 협력에 합의하도록 하는 데 큰 역할을 했지만 당내 최대 계파로 부상한 협회파와의 공방전이 지속됐다.
1977년 참원선에서 사회당이 대패하자 우파와 사사키파는 협회파의 세력 확장을 묵인한 나리타에게 책임을 추궁했다. 하지만 협회파는 이에 격렬하게 저항했고 사회당의 장래를 비관한 에다파는 사회당을 탈당해 신당 창당을 추진했는데 결실을 거두지 못한 채 에다가 사망했다. 이후 아들인 에다 사쓰키가 아버지의 뜻을 이어받아 1978년에 사회민주연합을 창당했다.
좌파사회주의협회(사키사카 이쓰로), 사회주의연구회(사사키 고조→히라바야시 다케시)
중간파정책연구회(가쓰마타 세이이치)
우파현대혁신연구회→새로운 물결의 흐름(에다 사부로→해산), 호리파(호리 마사오)

## 1980년대
1981년 1월에 구 에다파, 구 가와카미파, 구 호리 그룹, 구 사사키파의 일부가 모여 정권구상연구회를 결성했다. 하지만 정권구상연구회는 11월에 치러진 위원장 선거에서 아스카타 이치오에게 패배했고 아스카타는 정권구상연합회에 주요 당직을 하나만 할당했다.
1982년 2월에 바바 노보루가 서기장으로 지명받자 반주류파인 정권구상연합회가 반발했고 결국 바바가 스스로 물러났다. 이후 마찬가지로 반주류파이던 평화전략연구회의 히라바야시가 후임 서기장으로 취임하면서 두 파벌은 공동으로 주류파인 협회파와 대립했다.
그런데 히라바야시가 갑자기 사망한 후 서기장 대행이던 다나베 마코토가 서기장이 되면서 정권구상연구회가 주도권을 쥐게 되었다. 그리고 1983년 참원선에서 사회당이 또 한 번 대패하자 이에 대한 책임을 지고 아스카타가 사임했다. 후임 위원장으로는 이시바시가 선출돼 정권구상연구회를 중심으로 한 우파와 중간파 주도의 집행부 체제가 등장했다. 이시바시는 창당 이래 최대 파벌을 자랑하던 협회파에게 당직을 3자리만 할당하는 것으로 대응했고 이로써 협회파의 쇠퇴가 시작됐다. 이후 사키사카가 1985년에 사망하면서 협회파의 쇠락은 돌이킬 수 없게 되었다. 한편 이시바시는 자위대에 대한 당의 입장을 비무장 중립과 위헌 합법론으로 정리했다.
1986년에 진행된 양원 동시 선거에서 사회당은 중의원 87석, 참의원 42석이라는 괴멸적인 성적표를 받았고 이시바시가 사임으로 내몰렸다. 9월에 진행된 위원장 선거에서 도이 다카코가 당선되었는데 도이는 협회파에 당직을 하나도 분배하지 않으면서 20년 이상 이어진 협회파의 사회당 지배에 종지부를 찍었다.
1989년 참원선에서 이른바 도이 붐을 통해 자유민주당의 과반 의석을 무너뜨리는 데 성공했고 사회당을 중심으로 한 야당의 정권 교체 얘기도 나오기 등장했다.
좌파사회주의협회(사키사카 이쓰로→가와구치 다케히코), 사회주의연구회→사민 포럼(히라바야시 다케시→요네다 도고), 구 삼일회(쓰카다 쇼헤이), 새로운 사회당을 만드는 모임(야마모토 마사히로)
중간파정책연구회(가쓰마타 세이이치→요코야마 도시아키→이시바시 마사시), 신생연구회(노사카 고켄→시마다 다쿠로), 평화전략연구회(우에하라 고스케), 화요회(우에다 데쓰)
우파정책구상연구회(야마구치 쓰루오→무토 산지)

## 1990년대
1990년 중원선에서도 사공민 노선의 성공과 무당파 흡수에 성공해 136석을 얻는 데 성공했지만 정권 획득에는 이르지 못했다. 오히려 사공민 노선이란 이름 아래 사회당이 공명당과 민사당의 의석을 빼앗아 오는 형태가 돼서 사공민 노선의 붕괴를 초래했고 1991년 지방선거에서 사회당이 참패하여 도이가 사임했다. 후임으로는 정권구상연구회가 추천한 다나베가 우에다를 근소하게 누르고 당선됐다. 하지만 1992년에 공명당의 협조를 받아 자민당이 PKO법안을 통과시키고 참원선에서 야당간의 불화로 사회당이 패배하자 다나베는 사임해야 했다.
이후 협회파를 대신해 당내 최대 파벌로 부상한 정권구상연구회의 지지를 받아 야마하나 사다오가 후임 위원장이 되는 데 성공했다. 하지만 1993년 중원선에서 신당 붐이 일어나 사회당은 70석에 불과한 의석을 얻는 데 그쳐 창당 이래 최악의 패배를 맞이했다. 야마하나는 책임을 지고 물러났으며 후임으로는 무라야마 도미이치가 당선됐다. 그런데 역설적으로 신당 붐은 자민당에게도 패배를 안겨줘 자민당의 과반 의석을 무너뜨렸고 이는 야7당에 의한 연립 정권인 호소카와 내각의 탄생을 이끌어냈다. 연립 정권에 사회당은 야마하나를 포함해 6명이 입각했다.
하지만 야7당의 공조는 제대로 이루어지지 못했다. 오자와 이치로는 폐쇄적이고 고압적인 태도로 연립 정권을 이끌었으며 특히 오자와가 사회당을 지나치게 견제하면서 사회당의 불신을 키웠다. 1994년 4월에 호소카와가 사임한 뒤 하다 쓰토무가 신임 총리대신에 취임했다. 하지만 연립 정권에서 가장 큰 지분을 차지하던 사회당에선 한 명도 입각자가 나오지 못했고 오자와의 주도하에 국회내 통일 회파인 개신이 결성되자 이에 반발한 사회당은 결국 연립에서 이탈하기로 결정했다.
순식간에 소수 여당으로 전락한 하타 내각은 바람 앞의 등불 신세가 되었고 자민당은 권력을 되찾기 위해 55년 체제 속에서 격렬하게 대립했던 사회당에게 기꺼이 손을 내밀었다. 그리고 자민당과의 이념 대결을 주도한 사회당 좌파는 우파와 아무런 협상도 없이 이를 받아들였다. 6월에 진행된 총리대신 선거에서 자민당, 사회당, 신당 사키가케는 사회당 위원장 무라야마를 지지했고 이로써 자사사 연립 정권인 무라야마 내각이 발족했다. 가타야마 내각이 무너진 뒤 40년이 지나서 재집권에 성공했지만 이는 사회당에게 독이 든 성배였고 당의 해체를 촉진했다. 7월 국회에서 무라야마는 일미안보조약의 견지, 자위대의 합헌, 히노마루와 기미가요의 용인을 표방하면서 55년 체제 동안 사회당이 일관되게 주장한 사회당의 노선을 사회당 스스로가 부정하는 역설을 만들어냈다.(한편 자민당 역시 사회당과 손을 잡는 것에 반발하는 세력이 있어 한동안 내홍을 겪어야만 했다)
1995년 1월에 야마하나를 지지하는 의원 25명이 탈당 소동을 일으키는 등 사회당의 혼란은 가속화됐다. 참원선에서도 사회당은 대패했지만 자사사 연립은 과반수 유지에 성공했다. 하지만 연립 내 최대 정당이 총리대신을 해야 한다고 주장해온 무라야마가 1996년 1월에 사임하자 하시모토 류타로가 후임 총리대신에 취임하면서 자민당은 2년 만에 명실상부한 집권 여당으로 복귀했다. 이 무렵 자민당 내에선 사회당의 도움이 없어도 정권을 유지할 수 있다는 목소리가 나오기 시작했다.
1월 24일 사회당은 당명을 사회민주당으로 고치고 무라야마를 초대 위원장으로 추대했다. 하지만 선거를 앞두고 하토야마 유키오와 간 나오토가 신당을 구상하자 사민당 내에서 이에 동조하는 의원들이 속출해 사민당은 순식간에 원내5당으로 추락했다. 무라야마가 사임한 뒤 2대 위원장으로 도이가 선출되었지만 곧이어 진행된 중원선에서 사민당은 15석을 획득하는 데 그쳐 소수 정당으로 전락했다.
좌파사회주의협회(가와구치 다케히코, 사토 다모쓰), 사민 포럼(요네다 도고), 새로운 사회당을 만드는 모임(야마모토 마사히로)
중간파정책연구회(이시바시 마사시), 신생연구회(노사카 고켄), 평화전략연구회(우에하라 고스케)
우파정권구상연구회(무토 산지→가와마타 겐지로)